# Dolný Pial
Dolný Pial (em alemão: Unter-Pill; húngaro: Alsópél) é um município da Eslováquia, situado no distrito de Levice, na região de Nitra. Tem 13,99 km² de área e sua população em 2018 foi estimada em 921 habitantes.

## Demografia
| Ano:        | 1994 | 2004   | 2014   | 2024   |
| ----------- | ---- | ------ | ------ | ------ |
| Broj ljudi: | 977  | 989    | 951    | 923    |
| Razlika:    |      | +1,22% | -3,84% | -2,94% |

| Ano:               | 2023 | 2024   |
| ------------------ | ---- | ------ |
| Número de pessoas: | 896  | 923    |
| Diferença:         |      | +3,01% |